# Dunakeszi (distrikt)
Dunakeszi är ett distrikt i Ungern. Det ligger i provinsen Pest, i den centrala delen av landet, nordost om huvudstaden Budapest.